# ATP Challenger Manama
Das ATP Challenger Manama (offizieller Name: Bahrain Ministry of Interior Tennis Challenger) ist ein seit 2021 stattfindendes Tennisturnier in Manama, Bahrain. Es ist Teil der ATP Challenger Tour und wird im Freien auf Hartplatz ausgetragen.

## Liste der Sieger

### Einzel
| Jahr                    | Sieger              | Finalgegner        | Ergebnis       |
| ----------------------- | ------------------- | ------------------ | -------------- |
| 2025                    | Márton Fucsovics    | Andrea Vavassori   | 6:3, 6:73, 6:4 |
| 2024                    | Michail Kukuschkin  | Richard Gasquet    | 7:65, 6:4      |
| 2023                    | Thanasi Kokkinakis  | Abedallah Shelbayh | 6:1, 6:4       |
| 2022: nicht ausgetragen |                     |                    |                |
| 2021                    | Ramkumar Ramanathan | Jewgeni Karlowski  | 6:1, 6:4       |

### Doppel
| Jahr                    | Sieger                                | Finalgegner                               | Ergebnis          |
| ----------------------- | ------------------------------------- | ----------------------------------------- | ----------------- |
| 2025                    | Witalij Satschko Beibit Schuqajew     | Iwan Ljutarewitsch Luca Sanchez           | 6:4, 6:0          |
| 2024                    | Sergio Martos Gornés Petros Tsitsipas | Vasil Kirkov Patrik Niklas-Salminen       | 3:6, 6:3, [10:8]  |
| 2023                    | Patrik Niklas-Salminen Bart Stevens   | Ruben Gonzales Fernando Romboli           | 6:3, 6:4          |
| 2022: nicht ausgetragen |                                       |                                           |                   |
| 2021                    | Nuno Borges Francisco Cabral          | Maximilian Neuchrist Michail Pervolarakis | 7:5, 6:75, [10:8] |